# Émile Rivière
Émile Rivière, född den 22 april 1835 i Paris, död där den 22 januari 1922, var en fransk arkeolog.
Rivière gjorde sig bekant som forskare i det sydfranska grottområdet. I början av 1870-talet undersökte han flera av grottorna vid Mentone på gränsen mellan Frankrike och Italien och upptäckte där ett antal människoskelett tillhörande den paleolitiska stenåldern. "Mannen från Mentone", som det viktigaste av dessa skelett kallades, väckte stor uppmärksamhet och mycken strid inom den vetenskapliga världen (De l’antiquité de l’homme dans les Alpes-Maritimes, 1877–1887). År 1895 iakttog Rivière vid en undersökning av grottan la Mouthe i Dordognedalen, att på dess väggar fanns ingraverade djurfigurer, dolda av ett fyndskikt från äldre stenåldern. Även bilderna måste alltså härröra från denna tid. Genom denna upptäckt gavs uppslaget till en rad fynd av paleolitiska teckningar och målningar, anbragta på grottväggar i Sydfrankrike och Spanien. Rivière undersökte även ett flertal andra grottor och boplatser, som Cro-Magnon, La Micoque, Combarelles. Han utgav även Paleoethnologie (1878–1886).